# Nephrotoma kigeziana kigeziana
Nephrotoma kigeziana kigeziana is een tweevleugelige uit de familie langpootmuggen (Tipulidae). De soort komt voor in het Afrotropisch gebied.